# Tante Jutta aus Kalkutta
Tante Jutta aus Kalkutta ist ein deutsches Filmlustspiel aus dem Jahre 1953 von Karl Georg Külb  nach einer Buchvorlage von Otto Schwartz und Max Reimann.

## Handlung
Rechtsanwalt Dr. Hans Hannemann erhält monatlich einen Scheck von seiner Tante Jutta aus Kalkutta, seitdem er ihr irreführenderweise mitgeteilt hat, eine Familie gegründet zu haben. Da Jutta aus Indien angereist ist, um nach dem Rechten zu sehen, muss eine Frau mitsamt Baby vorgezeigt werden. Hans steckt dazu seinen Freund, den Schauspieler Emil Brückner, in Frauenkleider. Hannemanns Diener Ferdinand wird damit beauftragt, schnellstmöglich ein Baby zu organisieren. Die Dinge verkomplizieren sich, als Hans und Emil sich ausgerechnet in Tante Juttas Adoptivtochter Lilo verlieben und sie in Konkurrenz geraten. Tante Jutta durchschaut den Betrug. Alles löst sich in Wohlgefallen auf, als Tante Jutta sich darüber freut, dass ihr Neffe und Lilo zueinander finden.

## Produktionsnotizen
Tante Jutta aus Kalkutta entstand im Frühling 1953 in und rund um München. Die Uraufführung erfolgte am 24. Juli 1953 in München und anderen deutschen Städten, die Berliner Premiere erfolgte vier Tage später.
Produzent Jochen Genzow übernahm zusammen mit Rudolf Wischert auch die Produktionsleitung. Arne Flekstad gestaltete die Filmbauten.
Die Filme Tante Wanda aus Uganda (1957) und Tante Trude aus Buxtehude (1971) haben keine Beziehung zu diesem Film.

## Kritik
Im Lexikon des Internationalen Films heißt es: „Ein dümmlicher Schwank, vollgestopft mit hanebüchenem Klamauk.“